# Cantone di Sourdeval
Il Cantone di Sourdeval era una divisione amministrativa dell'arrondissement di Avranches.
È stato soppresso a seguito della riforma complessiva dei cantoni del 2014, che è entrata in vigore con le elezioni dipartimentali del 2015.
Comprendeva i comuni di:
- Beauficel
- Brouains
- Chaulieu
- Le Fresne-Poret
- Gathemo
- Perriers-en-Beauficel
- Sourdeval
- Vengeons